# Histoire de la Pologne pendant la Seconde Guerre mondiale

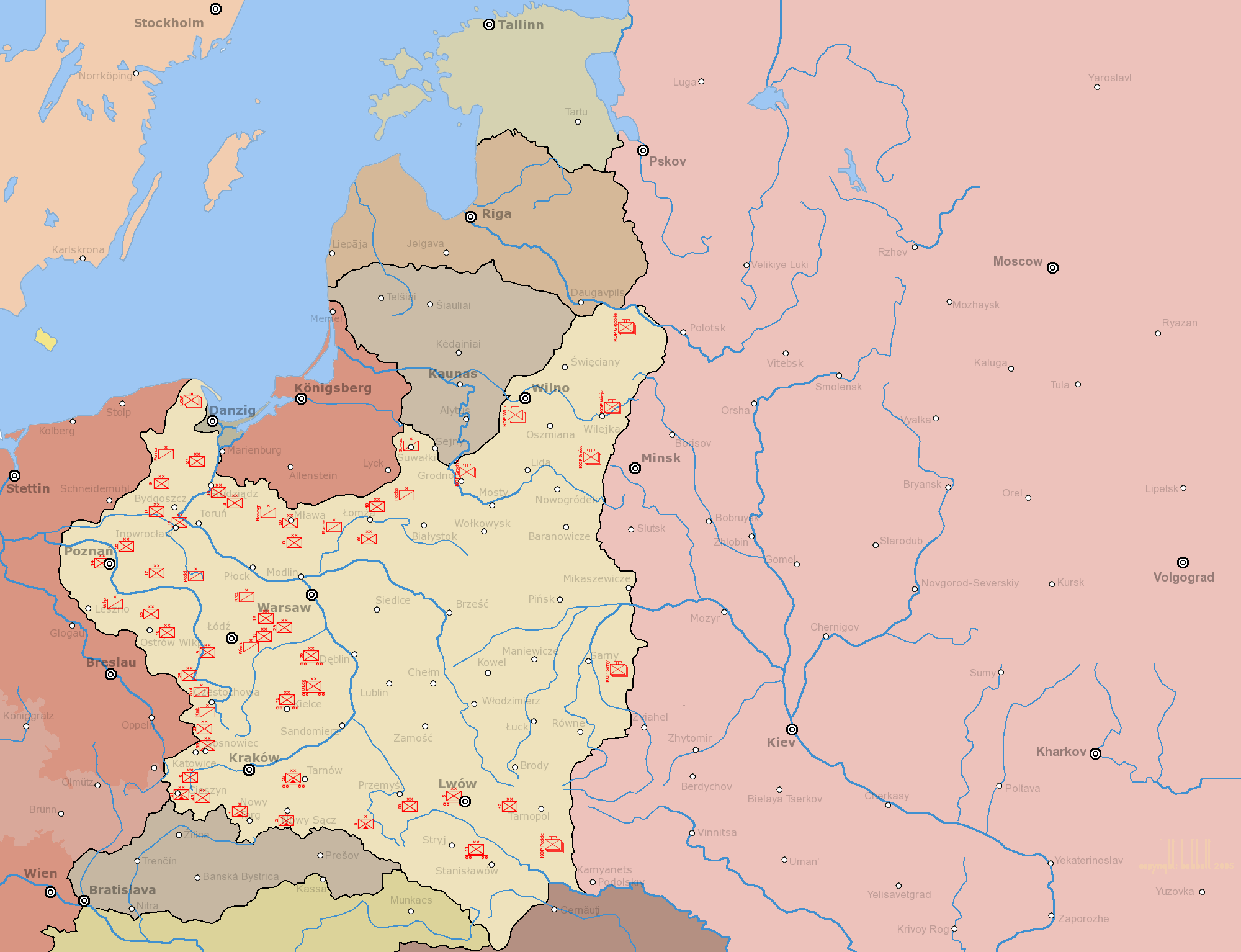
Position des divisions polonaises le 1 septembre 1939.

Le 1er septembre 1939, sans déclaration de guerre formelle, l'armée allemande envahit la Pologne au prétexte que les troupes polonaises se seraient « rendues coupables de provocations » le long de la frontière germano-polonaise. Ce prétexte s'ajoute au contentieux concernant les droits de l'Allemagne sur la ville libre de Dantzig et le passage entre la Prusse-Orientale et le reste de l'Allemagne à travers le corridor de Dantzig.
Le 17 septembre 1939, conformément au pacte germano-soviétique, les troupes soviétiques attaquent à leur tour la Pologne, en y pénétrant par sa frontière orientale. La Pologne est partagée entre le Troisième Reich et l'Union soviétique.

## L’invasion germano-soviétique
L'armée polonaise résiste à l'invasion allemande, mais l'issue du combat est sans espoir pour trois raisons :
- la Pologne est ceinturée sur deux côtés : par l'Allemagne à l'ouest et au nord et par l'URSS à l'est ;
- elle se trouve en infériorité stratégique, tant en hommes qu'en matériel ;
- sur le plan tactique, ses Alliés occidentaux déclarent la guerre à l'Allemagne, mais agissent peu militairement.

La tactique mise en œuvre en Pologne par l'armée allemande est celle de la Vernichtungsgedanke, littéralement, le « concept d'annihilation », une doctrine datant de Frédéric le Grand et fondée sur la rapidité de mouvement qui déstabilise l'ennemi. Le concept a évolué vers ce que les Allemands appellent une Blitzkrieg ou « guerre éclair » : les divisions blindées font des percées, l'aviation effectue des bombardements en piqué pour disperser les concentrations de troupes en même temps qu'elle bombarde les villes pour démoraliser la population. L'armée polonaise ne peut mettre en face qu'une armée de terre, une aviation et une artillerie peu modernes, même si ses officiers supérieurs et subalternes se montrent capables. Les blindés sont, en grande partie, anciens et peu nombreux, comme les chars légers et les automitrailleuses. L'aviation est surclassée dans les airs malgré des modèles de bombardiers récents mais peu nombreux et mal utilisés. Les Polonais réussissent tout de même à abattre 285 appareils allemands. Dès le premier jour du conflit, la plus grande partie des meilleures unités navales de la flotte polonaise (sous-marins et destroyers) est déjà évacuée vers le Royaume-Uni.
L'invasion de la Pologne provoque l'entrée en guerre de la France, du Royaume-Uni, de l'Australie, de la Nouvelle-Zélande et du Canada, le 3 septembre. Sur les 102 divisions dont la France dispose, elle en lance neuf sur la Sarre, qui progressent sur une profondeur de huit kilomètres sans rencontrer de résistance. Les Allemands ne déplacent pas un seul soldat du front polonais. Dans cette même période, la Royal Air Force largue des tracts sur les villes allemandes.
Une offensive polonaise lancée à l’ouest de Varsovie (bataille de la Bzura) est écrasée le 17 septembre. Le même jour, environ 500 000 soldats de l'Armée rouge envahissent la Pologne orientale, conformément aux clauses secrètes du Pacte germano-soviétique. La progression de l'Armée rouge est facilitée par la destruction des meilleurs matériels polonais et la destruction presque complète d'une grande partie de l'armée polonaise par la Wehrmacht. Par ailleurs, les minorités biélorusse et ukrainienne qui, à elles deux, constituent la majorité de la population de la Pologne orientale, font plutôt bon accueil aux troupes soviétiques. L'Armée rouge s'arrête sur une ligne, toujours actuelle entre la Pologne et la Biélorussie, qui correspond à peu près à la ligne Curzon, proposée en 1919–1920 par le ministre des Affaires étrangères britannique Lord Curzon, avec en plus les villes de Białystok et de Lwów, et une parade militaire germano-soviétique a lieu à Brest-Litovsk, le 23 septembre.

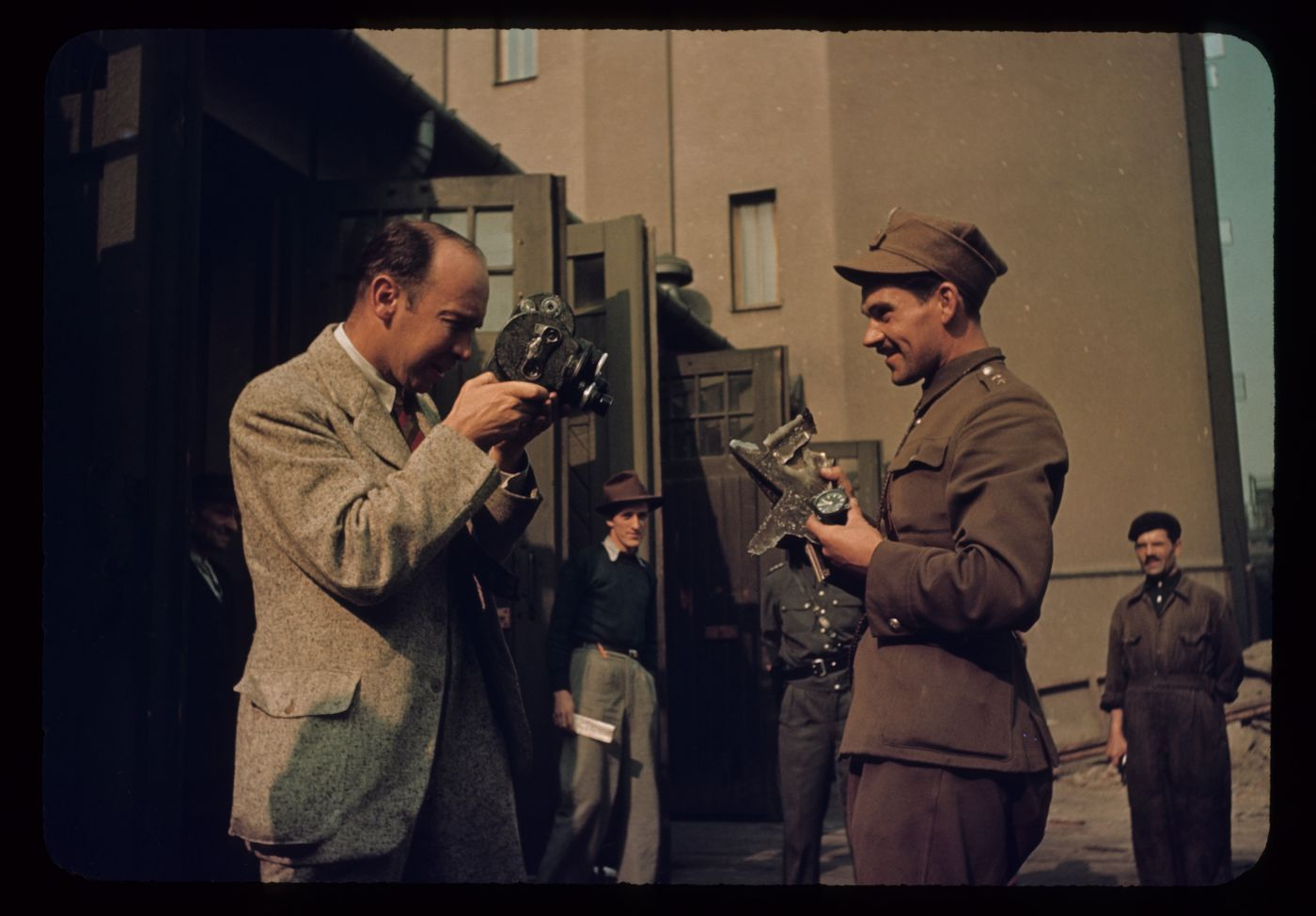
Soldat de l'armée polonaise en septembre 1939 montrant les restes d'un bombardier allemand Heinkel He 111 détruit par les Polonais au-dessus de Varsovie.

Varsovie capitule le 27 septembre et, le 28 septembre, le partage du pays entre l'Allemagne et l'Union soviétique est entériné par le traité de « délimitation et d'amitié » signé par Ribbentrop et Molotov à Moscou. L'armée allemande compte 13 000 tués et 30 000 blessés contre respectivement 65 000 et 133 000 du côté polonais.
Dans le cadre des opérations militaires menées par le Troisième Reich, les Einsatzgruppen, qui suivent les unités combattantes, exécutent des centaines de personnes tout le long du front, au fur et à mesure de l'avance allemande, malgré l'hostilité de certains cadres militaires en poste sur le terrain et les réserves d'une partie de la troupe : un arrangement est trouvé entre les chefs militaires et Heydrich dans les derniers jours de la campagne, les chefs militaires souhaitant redéployer rapidement l'armée sur d'autres théâtres d'opérations dès la fin de la conquête proprement dite. Dans le même temps, les civils polonais fuient devant l'avancée allemande, tandis que les Volksdeutsche profitent de l'invasion allemande pour mettre en place des milices qui procèdent à des règlements de compte de grande ampleur, dans un premier temps sans appui du Reich, puis, à partir du milieu du mois de septembre, avec l'appui de la SS
Les estimations du nombre de prisonniers varient de 680 000 prisonniers (580 000 capturés par les Allemands et plus de 100 000 capturés par les Soviétiques) à 911 000 (694 000 capturés par les Allemands et 217 000 pris par les Soviétiques). L'Étoile rouge du 17 septembre 1940 donne les chiffres de prisonniers polonais suivants : 12 généraux, 8 000 officiers, plus de 200 000 soldats.
Le 1er octobre, le Troisième Reich et l'URSS contrôlent complètement le territoire. Le 4 octobre, le Haut-Commandement français ordonne le repli des troupes françaises qui avaient envahi la Sarre.
Toutefois, le gouvernement polonais ne s'est jamais rendu. Les derniers coups de feu polonais sont tirés le 6 octobre lors de la bataille de Kock. Les restes de l'armée polonaise, le gouvernement et le trésor de la banque nationale quittent le pays par la Roumanie, que la flotte roumaine et la Royal Navy amènent à Alexandrie, en territoire britannique. Les avions polonais rescapés permettent aussi à quelques dirigeants de rallier les pays alliés que sont alors la France et le Royaume-Uni. D'autres Polonais fuient par la Slovaquie, la Hongrie et la Yougoslavie : beaucoup de ces exilés rejoindront l'armée polonaise reconstituée à Alexandrie, en Syrie, en France et, après la défaite de la France, en Grande-Bretagne.

## Le démembrement de la Pologne

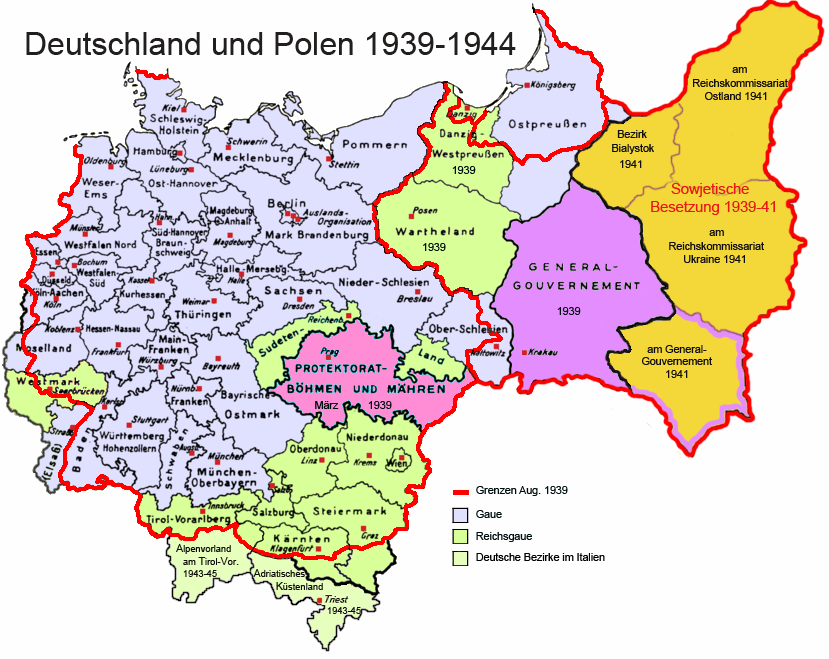
L'Allemagne agrandie et la Pologne démembrée pendant la Seconde Guerre mondiale.

Selon les termes des deux décrets édictés par Hitler, les 8 et 12 octobre 1939, de vastes régions de la Pologne sous contrôle allemand sont annexées à l'Allemagne. Non seulement l'ensemble des territoires perdus par l'Allemagne en 1919, à la suite du traité de Versailles, c'est-à-dire du corridor de Dantzig, de la Prusse-Occidentale et de la Haute-Silésie sont ainsi placés sous le contrôle du Reich, mais aussi de vastes portions du territoire de l'ancienne Pologne russe, ainsi, à l'est de ces territoires, des régions qui avaient toujours été polonaises comme la ville de Łódź ou encore le district de Zichenau, sur la route entre Königsberg et Varsovie, rattaché au Gau de Prusse-Orientale. La totalité des territoires annexés par le Reich couvre une superficie de 94 000 km2 et compte 22 millions d'habitants, des Polonais pour la plupart.
Selon les termes du Pacte germano-soviétique, complété par un accord le 28 septembre 1939, l'URSS annexe les territoires situés à l'est des rivières Narew, Bug et San, à l'exception de la région de Vilnius, qui est rétrocédée à la Lituanie, et de la région de Suwałki, annexée par l'Allemagne nazie. Ces régions sont majoritairement peuplées d'Ukrainiens et de Biélorusses, avec d'importantes minorités de Polonais et de Juifs. La frontière occidentale de la zone annexée par l'URSS correspond en partie à la ligne Curzon plus les villes de Bialystok et de Lwow. L'ensemble de ces territoires s'étend sur 200 000 km2 pour une population de 13 millions d'habitants.
Le reste des territoires de la Pologne est regroupé sous une administration allemande appelée « Gouvernement général » (nom complet en allemand : Generalgouvernement für die besetzten polnischen Gebiete), dont la capitale est Cracovie. Le Gouvernement général est subdivisé en quatre districts : Varsovie, Lublin, Radom et Cracovie.
Un échange de prisonniers de guerre polonais (environ 40 000 hommes de chaque côté) a lieu en novembre 1939 entre les deux puissances occupantes.

## L'occupation soviétique dans les territoires de l'Est (1939 – 1941)
Le NKVD a joué un rôle important dans la « soviétisation ». Les premières victimes du nouveau régime sont les 217 000 prisonniers de guerre capturés par l'URSS après l'invasion de septembre 1939. Presque tous les officiers capturés et une grande partie des simples soldats sont assassinés (Voir massacre de Katyń). Mais si les prisonniers de guerre forment le groupe le plus touché par la répression soviétique, les populations civiles ne sont pas épargnées pour autant. Les personnes qui ont travaillé pour l'État polonais deviennent coupables de « crimes contre la révolution » et d'activités « contre-révolutionnaires ». En vertu de ces considérations, on arrête un grand nombre d'intellectuels polonais, des politiciens, des fonctionnaires et même de simples citoyens suspectés de représenter une menace pour le pouvoir soviétique. Parmi les personnalités arrêtées figurent les anciens Premiers ministres Leon Kozłowski et Aleksander Prystor.
La population des territoires occupés par les Soviétiques comprend 38 % de Polonais, 37 % d'Ukrainiens, 14,5 % de Biélorusses, 8,4 % de Juifs, 0,9 % de Russes et 0,6 % d'Allemands. Comme la répartition de ces populations n'est pas homogène, une grande partie des territoires est donc habitée par de fortes minorités non polonaises, notamment les Biélorusses au nord et les Ukrainiens au sud. Alors que les Allemands fondent leurs discriminations politiques sur le racisme, les Soviétiques fondent les leurs sur l'interprétation stalinienne de la lutte des classes. Dès les premiers jours de l'occupation soviétique, et jusqu'en juin 1941 tandis que les 70 000 Allemands présents dans ce territoire sont amicalement convoyés dans la partie allemande de la Pologne pour être installés en Wartheland, 440 000 Polonais, sont déportés vers l'Est de l'URSS (essentiellement vers le Kazakhstan) en commençant par les intellectuels, les fonctionnaires, les avocats, les commerçants et les curés, tous considérés comme des « laquais du capitalisme » ou exécutés. Toutefois, leur déportation sera interrompue par l'opération Barbarossa et ne reprendra qu'en 1945.
Quelques semaines après la capitulation des Polonais, les Soviétiques organisent un simulacre d'élections au Soviet suprême de la « Biélorussie occidentale » et de l'« Ukraine occidentale », nouvelles appellations des provinces annexées par les Soviétiques. À la suite de ces « élections », toutes les administrations de l'ancien État polonais démantelé sont rouvertes avec de nouveaux personnels et directeurs, russes dans la plupart des cas et, plus rarement, ukrainiens. L'université de Lviv ainsi que beaucoup d'autres écoles sont rouvertes, mais elles fonctionnent désormais en russe comme de nouvelles institutions soviétiques et non en polonais selon leurs anciennes traditions. L'université de Lviv (Lwów), autrefois accessible uniquement aux polonophones, est réorganisée avec la création de nouvelles chaires : langue russe, littérature russe, marxisme-léninisme.
Tous les médias passent sous le contrôle de Moscou. Les nouvelles autorités mettent en place un régime policier qui repose sur la terreur. Toutes les organisations polonaises sont dissoutes. Seul est autorisé le Parti communiste (de l'Union soviétique, pas polonais) ainsi que les organisations qui lui sont subordonnées. Les entreprises sont étatisées, l'agriculture est collectivisée et les religions sont persécutées (églises catholiques, orthodoxes et synagogues sont transformées en granges ou en entrepôts, parfois en cinémas, et quelques-unes sont dynamitées).
Tous les résidents de la zone annexée acquièrent automatiquement la citoyenneté soviétique.
Dans un premier temps, les nouvelles autorités bénéficient d'un certain soutien parmi les minorités non polonaises qui avaient subi la politique centralisatrice, nationaliste et pro-catholique de la République polonaise jusqu'en 1939. Beaucoup de Juifs, de Biélorusses et plus encore d'Ukrainiens accueillent favorablement les Soviétiques, surtout à cause de l'unification de l'Ukraine, unification qui avait failli se faire en 1919, mais qui avait été torpillée par le partage de l'Ukraine entre la Pologne et l'URSS. Cette adhésion d'une partie de la population ukrainienne à la politique soviétique est renforcée par la réforme agraire par laquelle la plupart des gros propriétaires (en majorité polonais) sont étiquetés « koulaks », dépossédés de leurs terres, redistribuées aux paysans pauvres, et déportés.
Lorsque les nazis prennent possession de ces territoires, après juin 1941, ils les incorporent à différentes entités administratives : Prusse-Orientale (Suwałki), Reichskommissariat Ostland (nord-est), Reichskommissariat Ukraine (est), Gouvernement général (sud-est).
À l'issue de la guerre, les Soviétiques annexent à nouveau ces territoires (à l'exception des régions de Białystok et de Przemyśl rendues à la Pologne) et reprennent les déportations d'intellectuels interrompues en 1941, tandis que la masse des survivants (environ 1 500 000 personnes) est déplacée vers les anciennes provinces allemandes rattachées à la Pologne.
Enfin, la Pologne devenue une « démocratie populaire » autorise les Soviétiques à laisser stationner leur armée dans le pays jusqu'au début des années 1990 (pacte de Varsovie). Le premier ministre de la Défense polonais sera même un général soviétique, Konstantin Rokossovski.

## L'occupation allemande (1939 – 1945)

### Généralités
Dès que les cadres dirigeants du Troisième Reich prennent conscience des réserves soulevées par le commandement de la Wehrmacht à l'égard de la politique d'extermination menée en Pologne, Hitler et ses proches souhaitent la mise en place, le plus rapidement possible d'une administration civile, instrument de la politique raciale voulue par Hitler.
Les territoires polonais contrôlés par le Reich sont divisés par décrets en deux ensembles dans le courant du mois d'octobre 1939. À compter du 1er novembre 1939, le décret du 8 octobre établit deux Reichsgau, un à Dantzig, un à Posen, tandis que les Gaue de Prusse-Orientale et de Haute-Silésie incorporent des districts polonais voisins.
Puis, le 12 octobre 1939, le cadre légal des territoires polonais non annexés directement par le Reich est définitivement fixé par un décret qui établit un Gouvernement général de Pologne, confié à une administration civile dirigée par Hans Frank. Rapidement, en dépit de ses réserves, la Wehrmacht est rapidement évincée de l'administration de la Pologne occupée, tandis que le « chaos polonais » doit être entretenu par les responsables allemands.
Selon les directives émanant directement de Hitler, le régime d'occupation allemand en Pologne applique une politique de destruction de la Pologne en tant que nation. Dans cette perspective, les territoires contrôlés par le Reich sont soumis à un régime juridique particulier, aussi bien dans les Gaue annexés que dans le Gouvernement général.
Hans Frank, avocat allemand proche de Hitler, ayant défendu le NSDAP devant les tribunaux dans les années 1920, est nommé Gouverneur général le 26 octobre 1939. À ce titre, il supervise les réquisitions de produits agricoles, l'utilisation des civils polonais comme main d'œuvre forcée pour les industries de guerre allemandes, les persécutions envers les intellectuels polonais et la ségrégation des Juifs dans les ghettos des plus grandes villes, prélude, pour les deux dernières catégories, à leur extermination (« opération Tannenberg »).
La population du Gouvernement général est initialement de 12 millions d'habitants pour une surface de 94 000 km2, mais ce chiffre s'accroît de 860 000 Polonais, Juifs ou non-Juifs, expulsés de la zone annexée par le Reich et réimplantés dans le Gouvernement général.

### La politique allemande vis-à-vis des Polonais
La politique pratiquée par le Reich en Pologne est longuement abordée par Hitler le 22 août 1939 lors d'un discours au Berghof : le pays devra être traité avec la plus grande brutalité, ses populations soumises ou tuées, les cadres polonais (officiers, enseignants, techniciens, titulaires du baccalauréat) exterminés. Cette politique suscite des réserves de la part des militaires de la Wehrmacht, rapidement levées en raison des exactions commises contre les Allemands au début des hostilités ou des actes de résistance des soldats polonais débandés derrière les lignes allemandes.
Dans l'idéologie nazie, les Slaves sont considérés comme des « sous-hommes » (Untermensch). Ainsi, dans le Gouvernement général, les nazis, poursuivant leur dessein de l’anéantissement de la culture polonaise, interdisent toute forme d'enseignement supérieur, et contrôlent strictement l'enseignement à visée professionnelle. Il ne subsiste en matière d'éducation publique que des écoles primaires. Tous les établissements secondaires et les universités sont fermés et il en va de même pour tout ce qui concerne la vie culturelle artistique et scientifique polonaise. En outre, des persécutions violentes sont prises contre le clergé polonais. Contrairement à ce qui a pu arriver dans d'autres pays occupés, toutes ces persécutions ont lieu ouvertement car les occupants ne craignaient pas les médias étrangers, totalement interdits d'accès.
Dès les premiers jours de l'occupation de la Pologne, un « impitoyable combat ethnique », selon le mot d'Hitler, doit être mené contre les Polonais. Rapidement, les responsables nazis disposent de la possibilité de transformer leurs tirades en réalité, ou du moins en projets potentiellement applicables, les projets les plus conformes aux vœux de Hitler ayant sa préférence, assurant à ses promoteurs l'assurance d'une carrière rapide. Ce combat se matérialise par une politique d'extermination systématique des cadres de la société polonaise, de préférence entre le retrait de l'administration militaire et l'entrée en application des décrets de Hitler réorganisant les territoires échus au Reich, par l'expulsion dans le Gouvernement général de milliers de Polonais. Face à cet afflux, Hans Frank ne peut qu'adopter une politique comparable, confiée par décision du gouverneur général au HSSPf du Gouvernement général, Friedrich-Wilhelm Krüger.
L’opération Tannenberg a été imaginée dès 1939, avant l'invasion de la Pologne. Par la suite, la politique ethnique menée par les Allemands en Pologne sera définie dans le Generalplan Ost (GPO : plan général pour l'Est de l'Europe). Ce plan, préparé en 1941 et confirmé en 1942, vise à réaliser le « nouvel ordre ethnique » voulu par Hitler. On n'a pas retrouvé de copies de ce plan qui peut être reconstitué à partir de divers mémoires, résumés et autres documents annexes. Le GPO s'inscrit dans la vision de l'espace vital (Lebensraum) allemand qui implique de mener à bien une politique de poussée vers l'est (Drang nach Osten).

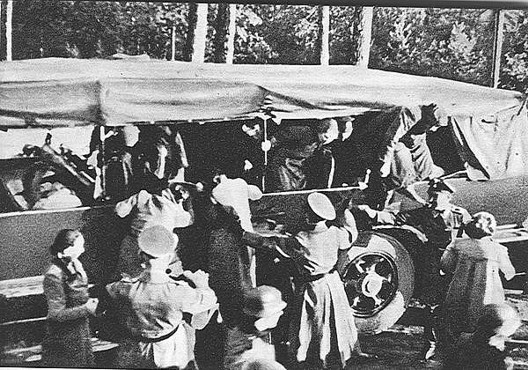
Prisonniers polonais regroupés par la police secrète nazie dans la forêt de Palmiry en vue de leur massacre, près de Varsovie, en 1940, dans le cadre de l’AB-Aktion ; cette photo fut prise par des agents de l'État polonais clandestin, Polskie Państwo Podziemne.

Une Sonderfahndungsbuch Polen (« liste de personnes polonaises à arrêter ») contenant 61 000 activistes, intellectuels, acteurs, anciens officiers, avait été élaborée avec l'aide de membres des minorités allemandes vivant dans l'Ouest de la Pologne. Les personnes figurant sur la liste devaient être internées ou abattues.
La mise en œuvre de ce plan est confiée à des groupes spéciaux : les Einsatzgruppen, formés d'officiers de la Gestapo, de la police criminelle (Kripo) et du SD, théoriquement sous les ordres des officiers locaux de la Wehrmacht. Les Einsatzgruppen opèrent dès septembre 1939. Au moins 20 000 personnes sont tuées au cours de 760 exécutions de masse.
La population civile polonaise souffre de l'occupation allemande de différentes façons. De nombreux habitants sont expulsés de la zone annexée par l'Allemagne en vue d'une colonisation allemande et forcés de se réinstaller dans les territoires du Gouvernement général. Des centaines de milliers de Polonais sont déportés en Allemagne pour un travail forcé dans l'industrie ou l'agriculture. Des milliers y laissent la vie. Des Polonais sont aussi requis pour un travail forcé en Pologne même et enfermés dans des camps de travail (Gemeinschaftslager) où le taux de mortalité est élevé.

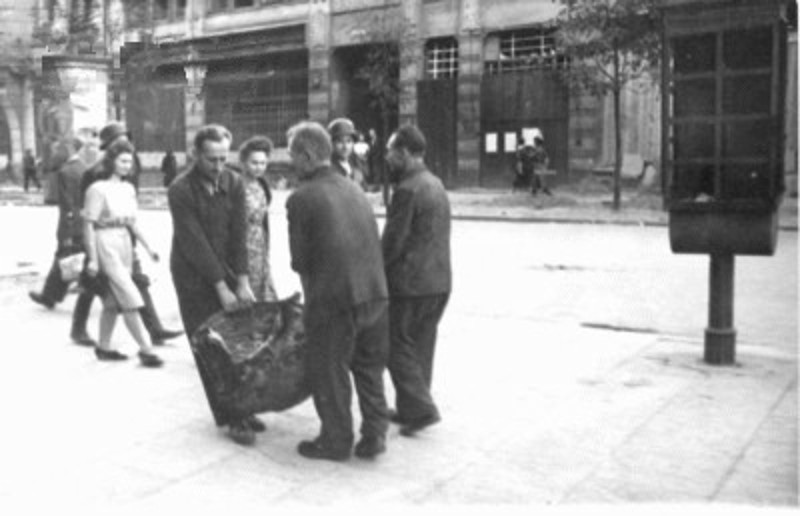
Transport de viande de cheval à Varsovie (1944)

La pénurie générale de nourriture, de combustible et de médicaments, est également une cause de surmortalité. Enfin, des milliers de Polonais sont exécutés, en représailles aux attaques de la Résistance polonaise contre les forces allemandes : Hans Frank tente, jusqu'au milieu de l'année 1940, de garder le contrôle sur les condamnations à mort dans sa circonscription. Obéissant aux ordres de Hitler, il ordonne à ses subordonnés les plus proches de faire fusiller de manière systématique tous les suspects et toutes les personnes soupçonnées d'appartenir à la classe dirigeante polonaise : les fusillades sont organisées par le chef supérieur de la Police et de la SS compétent pour le Gouvernement général, Friedrich-Wilhelm Krüger. De plus, les Polonais installés sur les territoires annexés au Reich sont rapidement déportés dans le Gouvernement général, par Heydrich et par les Gauleiter Forster et Greiser[Qui ?], mais l'opération, du moins les projets de Heydrich, est rapidement arrêtée, à la demande de Himmler, sous la pression conjuguée de Frank et de ses subordonnés.
Au total, sous l'occupation allemande, environ six millions de Polonais sont exterminés en raison de leurs origines ethniques : 3 millions de slaves catholiques et autant de Juifs. D'autres estimations montent, avec un nombre presque inchangé de Juifs (2,9 millions), à 7,5 millions le nombre total de tués, soit 4,6 millions de victimes polonaises pour leur origine slave.
Les Polonais déportés dans le Gouvernement général le sont dans des conditions telles qu'elles justifient l'intervention des responsables politiques de cette entité. En effet, les expulsions de Polonais du Reichsgau Wartheland génèrent pour le Reich et ses représentants locaux plus de problèmes que prévu : les expulsions se font dans la plus grande confusion, les règlements de compte entre Volksdeutsche étant nombreuses, certaines personnes dénoncées se plaignant à Cracovie ou à Varsovie, Himmler décidant rapidement que les dénonciations ne constituant pas une raison suffisante pour expulser une famille.
Des six camps principaux créés en Pologne pour exterminer les Juifs, seul celui d'Auschwitz est également un camp de concentration pour Polonais. Au camp de Stutthof sont exterminés des Polonais et d'autres populations non-juives. Quelque 85 000 personnes y périssent. À Auschwitz, jusqu'en 1942, la majorité des déportés est constituée de Polonais catholiques ; ensuite, avec la mise en œuvre de la « Solution finale », les Juifs deviennent majoritaires. Les premières victimes de gazage à Auschwitz sont un groupe de 300 Polonais et de 700 prisonniers de guerre soviétiques. De nombreux Polonais sont envoyés dans des camps de concentration situés en Allemagne : 35 000 à Dachau, 33 000 à Ravensbrück (camp de femmes), 30 000 à Mauthausen et 20 000 à Stutthof.
En 1942, la SS choisit, contre l'avis de Frank, le district de Zamość pour en faire une colonie de peuplement allemande. La population polonaise en est expulsée avec une grande brutalité, mais en fait peu d'Allemands s'y établissent vraiment avant le retrait allemand en 1944.
Il n'y a pas de gouvernement de collaboration en Pologne et relativement peu de collaboration active individuelle. À long terme, en effet, les nazis prévoient de repeupler la Pologne avec des Allemands et chaque fois que certains responsables nazis suggèrent de favoriser l'émergence d'une collaboration, cette idée est rejetée par Hitler, car elle impliquerait de relâcher le régime de la terreur. Dans les camps d'extermination, les auxiliaires des gardes allemands sont rarement polonais, mais plutôt ukrainiens ou lituaniens.

### L'extermination des Juifs de Pologne

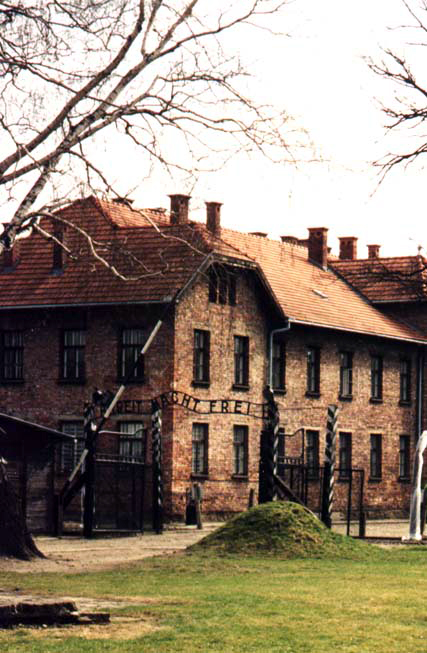
L'entrée du camp de concentration Auschwitz I.

La persécution des Juifs par les nazis allemands du Gouvernement général commence au tout début de l'occupation, surtout dans les zones urbaines. Pendant dix-huit mois, les Allemands dépouillent les Juifs de tous leurs biens, les regroupent dans des ghettos et les astreignent au travail forcé dans les industries d'armement. Pendant cette période, les Allemands reconnaissent les conseils juifs (Judenrat) et leur imposent un encadrement juif. À partir de juin 1941, date de l'invasion de l'URSS par l'Allemagne, ce sont des groupes spéciaux, les Einsatzgruppen qui sont entraînés pour tuer des Juifs que le national-socialisme veut éliminer de tous les territoires qu'il contrôle et en particulier dans la zone orientale qui avait été occupée par les Soviétiques.
Certains massacres de Juifs ont été perpétrés avec la participation active de Polonais catholiques. L'exemple le plus connu est celui du massacre de Jedwabne, au cours duquel plusieurs centaines de Juifs sont torturés et battus à mort par les habitants de la bourgade. L'ampleur de ce type de massacre est un sujet de débat. L’Institut du souvenir national a répertorié 22 autres localités où de semblables pogroms se déroulèrent. La cause de ces massacres est multiple : en plus de l'antisémitisme traditionnel chrétien et de la convoitise des biens des Juifs, il y a également eu, dans les territoires occupés par les Soviétiques en 1939, un ressentiment consécutif à la sympathie que certains Juifs ont pu manifester vis-à-vis des envahisseurs.
Après la conférence de Wannsee, qui se tint le 20 janvier 1942 à Berlin, les Allemands commencent l'extermination systématique des Juifs. Ils commencent par les Juifs du Gouvernement Général. Six camps d'extermination (Auschwitz, Bełzec, Chełmno, Majdanek, Sobibor et Treblinka) sont construits en Pologne pour y faire périr des millions de Juifs de Pologne et des autres pays d'Europe. Des trois millions de Juifs présents en Pologne avant-guerre, seuls 50 000 survivront à la guerre.
Le rôle joué par les Polonais dans le processus d'extermination des Juifs de Pologne a fait l'objet d'un vaste débat, dans des thèses parfois extrêmes, allant de la « protection systématique des Juifs » par la population polonaise à « l'antisémitisme intrinsèque de tout Polonais » (thèses qui existent aussi pour l'Ukraine, les pays baltes, la Hongrie ou la Roumanie). Ce qui est certain est qu'avant la guerre, les trois millions de Juifs, représentant approximativement dix pour cent de la population polonaise et économiquement bien intégrés dans la vie du pays, ne subissaient pas de persécutions officielles de la part de l'État, mais comme ailleurs en Europe, pouvaient être victimes de l'hostilité de divers citoyens et agents de l'administration, dans un pays où les courants les plus conservateurs de l'Église catholique romaine véhiculaient encore les mythes fondateurs de l'antisémitisme. Piłsudski était à titre personnel opposé à l'antisémitisme et ne l'a jamais encouragé. Des forces politiques s'opposaient également à l'antisémitisme, mais, dans les années 1930, les forces réactionnaires antisémites gagnaient du terrain, comme ailleurs en Europe. La Pologne est un pays slave et profondément catholique, or, la plupart des Juifs s'exprimaient en yiddish : aux yeux de beaucoup de Polonais, c'étaient des « Niemcy » (« Allemands ») en plus d'être des « Niewierni » (« infidèles »). Les tensions s'étaient aggravées au temps des partages de la Pologne, lorsque des Juifs polonais étaient devenus « Allemands » et germanophones (dans les empires allemand et autrichien) ou, plus rarement, « Russes » (dans l'empire russe) alors que les Polonais y étaient opprimés. Dans les territoires de l'Est, occupés par les Soviétiques de septembre 1939 à juin 1941, la collaboration de certains membres du « Yiddischland révolutionnaire » (communistes juifs) avec le NKVD, pour faciliter l'arrestation et la déportation vers le Goulag des ex-fonctionnaires polonais et des membres du clergé, a suscité une virulente vague d'antisémitisme chez les populations locales envers tous les Juifs sans distinction, de sorte que lors de l'invasion allemande, elles ont pu localement seconder les nazis dans leur politique d'extermination. Dans de tels cas, les Allemands ont su tirer parti de ces sentiments anti-juifs : des Polonais leur ont livré les Juifs traqués et certains gagnaient même leur survie en tant que chasseurs de Juifs. Mais d'autres ont aidé les Juifs à se cacher. Entre les deux, des « passeurs professionnels » sauvaient des Juifs non par humanisme, mais contre rémunération (trahissant leurs « clients » au moindre danger).
D'une façon générale, pendant l'occupation allemande, la lutte pour la survie absorbait complètement les ressources et l'énergie des populations, exacerbant les clivages, tant entre communautés qu'entre personnes de même appartenance. Aucune communauté, catholique ou juive, n'était en position d'aider l'autre, d'autant que la lutte pour la survie et le choix des attitudes à adopter face à l'occupant créaient des conflits à l'intérieur de chacune. En Pologne, la sanction de la part des Allemands pour celui ou celle qui apportait un secours aux Juifs ou aux Résistants était la mort, et cette sanction s'étendait le plus souvent à l'ensemble de la famille, parfois aux amis et quelquefois même aux voisins. Malgré cela, en septembre 1942, un Comité provisoire d'aide aux Juifs (Tymczasowy Komitet Pomocy Żydom) fut fondé à l'initiative de Zofia Kossak-Szczucka. Le comité devint plus tard le Conseil pour l'aide aux Juifs (Rada Pomocy Żydom) plus connu sous le nom de Żegota. Le nombre de Juifs secourus par Żegota n'est pas connu, mais il y eut une période, en 1943, pendant laquelle 2 500 enfants furent pris en charge à Varsovie. À une échelle plus petite, un autre exemple est celui du village de Markowa, qui permit à 17 Juifs de survivre. Ceci explique pourquoi la Pologne est le pays comptant le plus de Justes parmi les Nations reconnus par le Mémorial de Yad Vashem (6 195 personnes au 1er janvier 2011).
La Résistance polonaise, qu'il s'agisse de l'AK (75 % des résistants) ou de l'AL (Armia Ludowa, c'est-à-dire l'Armée populaire de Pologne, 5 % des résistants), condamna la collaboration en matière de persécution des Juifs et exécuta des contrevenants. Le Gouvernement polonais en exil, grâce à ses agents Cichociemni, fut le premier à révéler, en novembre 1942, l'existence des camps de concentration et l'extermination des Juifs par les nazis. Si un mouvement distinct de l'AK, l'ultra-nationaliste Narodowe Siły Zbrojne (NSZ ou Forces armées nationales, 20 % des résistants) commit des meurtres de Juifs, l'Armée de l'intérieur (Armia Krajowa), dans son ensemble resta imperméable à toute collaboration contre les Juifs.

## Le gouvernement en exil

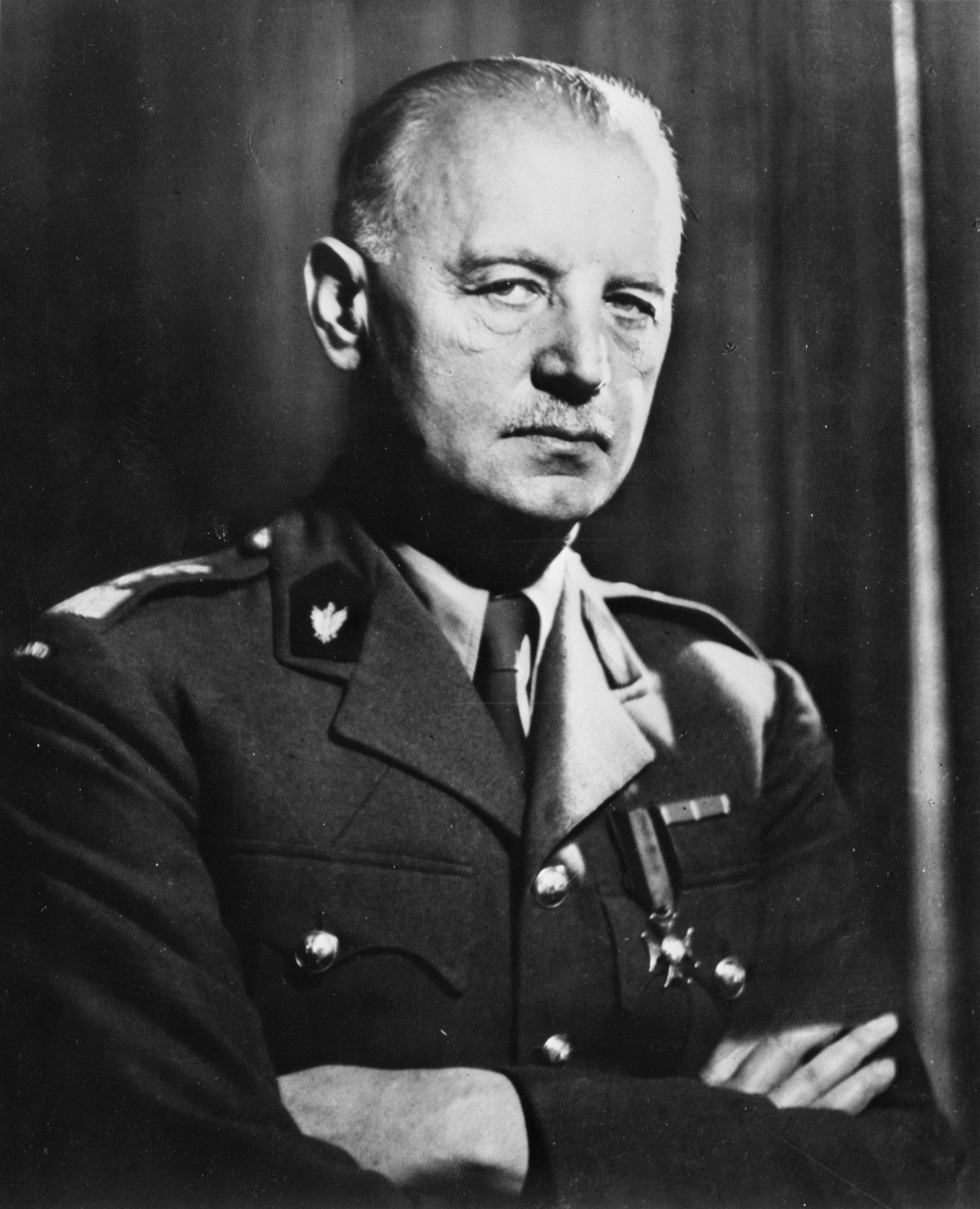
Le général Sikorski durant la guerre.

Après l'invasion de 1939, le gouvernement polonais, regroupé en France d'abord à l'hôtel de Monaco (Paris), s'installe rapidement à Angers et au château de Pignerolle (faubourg d'Angers) et forme un gouvernement polonais en exil, dont le président est Władysław Raczkiewicz et le Premier ministre, le général Władysław Sikorski. La plus grande partie de la flotte polonaise a pu se replier au Royaume-Uni et des dizaines de milliers de soldats polonais ont également pu s'enfuir par la Roumanie et la mer Noire sur la flotte roumaine, ainsi que par la mer Baltique sur des navires polonais. Les premiers ont été regroupés à Alexandrie, les seconds directement en France (Marseille) et en Grande-Bretagne. C'est ainsi que beaucoup de Polonais peuvent poursuivre le combat en participant à la bataille de France jusqu'en juin 1940, et ensuite à la bataille d'Angleterre.
Le gouvernement en exil, basé à Angers jusqu'en juin 1940, puis à Londres, est reconnu par tous les gouvernements alliés. Après l'attaque de l'URSS par l'Allemagne, en juin 1941, il établit des relations diplomatiques avec l'URSS, qui avait pourtant participé à la destruction de la Pologne aux côtés de l'Allemagne (accords Sikorski-Maïski en août 1941). Plusieurs dizaines de milliers de prisonniers de guerre polonais (environ 80 000) et également d'autres prisonniers et déportés civils survivants sont libérés et forment la base de l'armée polonaise du général Władysław Anders. Ils sont autorisés en mars et août 1942 à quitter l'URSS pour l'Iran. On verra ensuite cette armée, devenue le deuxième corps polonais intégré à la 8e armée britannique, combattre dans les rangs alliés à la bataille de Monte Cassino en mai 1944, puis à la reconquête de la péninsule italienne (prise d’Ancône, de la ligne gothique, de Bologne).
En avril 1943, les Allemands annoncent qu'ils ont découvert des charniers contenant les corps de 4 300 officiers polonais à Katyń, près de Smolensk. Les Allemands font appel à la Croix-Rouge internationale pour prouver que ce sont des prisonniers de guerre massacrés par les Soviétiques. À l'inverse, des gouvernements alliés qui ne veulent pas s'aliéner l'URSS, acceptent la version soviétique, ce que réfute le gouvernement polonais en exil. Cela va entraîner un durcissement dans ses relations avec Staline. Dans ce contexte, le Premier ministre Władysław Sikorski meurt dans un accident d'avion à Gibraltar tandis que sa fille est livrée aux Soviétiques et meurt en détention. Stanisław Mikołajczyk succède à Sikorski à la tête du gouvernement en exil.
Staline s'empresse alors de mettre sur pied le noyau d'un gouvernement polonais d'obédience communiste et de constituer une Armée populaire polonaise (Ludowe Wojsko Polskie) dirigée par le général Zygmunt Berling, ancien colonel dans l'armée Anders. En juillet 1943, cette armée compte 40 000 hommes.
Au cours des années 1943–1944, les dirigeants alliés et en particulier Churchill s'efforcent de réchauffer les relations entre Staline et les Polonais de Londres, mais ils échouent pour plusieurs raisons. Le massacre de Katyń et la disparition, depuis l'invasion soviétique de 1939, d'un grand nombre de Polonais dans les prisons et les camps de travail soviétiques, restent une source de défiance vis-à-vis des intentions soviétiques. La définition des frontières de l'après-guerre est également une autre divergence majeure. Staline entend bien que les territoires annexés en 1939 restent soviétiques, les Polonais devant se contenter de compenser cette perte en gagnant vers l'ouest aux dépens de l'Allemagne. Malgré les pressions de Churchill, les Polonais de Londres refusent cette proposition. La constitution du futur gouvernement d'après-guerre est le troisième sujet de discorde : Mikołajczyk veut obtenir de Staline qu'il s'engage à ne pas imposer un gouvernement communiste. Or, Staline est déterminé à contrôler la Pologne. En fin de compte, les Polonais restent convaincus que, sur chacun des trois points, les Britanniques et les Américains ont plutôt soutenu Staline.
De 1939 à 1945, les armées polonaises s'illustrent sur différents théâtres d'opérations : bataille de France, bataille d'Angleterre, bataille de l'Atlantique, Afrique du Nord (siège de Tobrouk), Monte Cassino, bataille de Normandie, Falaise, Arnhem, prise de Bologne, apportant ainsi à l'effort de guerre allié une contribution essentielle dont le gouvernement en exil tente de tirer quelque bénéfice politique. Mais, comme l'Armée rouge marche sur la Pologne, Staline peut durcir sa position et demande, outre la reconnaissance d'une ligne Curzon déplacée vers l'ouest (dite version « B » et lui donnant Lwow), le renvoi de tous les éléments anti-soviétiques du gouvernement de Londres, ce qui, dans la pratique, aurait inclus le président Raczkiewicz et la plupart des ministres.

## La Résistance polonaise
La Résistance polonaise prend plusieurs formes : militaire et intellectuelle.
En dépit du fait que le territoire polonais ne se prête pas particulièrement à la constitution de maquis et aux opérations de guérilla, un mouvement de résistance se développe assez spontanément dès le début de l'occupation allemande. L'Armée de l'intérieur (en polonais Armia Krajowa ou AK), liée au gouvernement en exil basé à Londres, est formée en 1942 d'un certain nombre de petits groupes. À partir de 1943, l'AK est en compétition avec l’Armée populaire (Armia Ludowa ou AL), liée au Parti ouvrier polonais (Polska Partia Robotnicza ou PPR), communiste et soutenu par l'URSS. En 1944, l'AK compte 360 000 hommes, peu armés. Avec entre 18 000 et 22 000 hommes, l'AL est beaucoup moins importante. Les mouvements d'extrême-droite se coordonnent en septembre 1942 pour former les Narodowe Siły Zbrojne (Forces armées nationales, NSZ), comptant entre 70 000 et 100 000 personnes, et entretenant des liens avec l'AK. La Résistance polonaise, toutes organisations confondues, est créditée d'avoir tué environ 22 000 soldats allemands pendant toute la durée de l'occupation.
La dureté de l'occupation du Troisième Reich est dénoncée par des affiches anti-nazis produites par l'Armia Krajowa (exemple mettant en scène Hitler et Himmler, 1943).
En août 1943 et en mars 1944, la Résistance polonaise liée à l'AK diffuse un plan à long terme, rédigé pour contrer la sympathie que rencontre la Résistance communiste chez la population. Ce plan prévoit une réforme agraire, la nationalisation de l'industrie, l'exigence de compensations territoriales de la part de l'Allemagne en même temps que le retour à la frontière orientale de 1939. On voit que la principale différence entre les deux tendances ne réside pas dans le programme économique et social, mais dans les relations avec l'Union soviétique et les revendications territoriales à l'est.
En avril 1943, les Allemands commencent à déporter les Juifs qui restent encore dans le ghetto de Varsovie, provoquant son soulèvement, du 19 avril au 16 mai, l'une des premières insurrections armées contre des Allemands en Pologne. Des unités de l'AK essaient de venir en aide aux insurgés mais, en gros, les Juifs restent isolés. Les responsables du soulèvement du ghetto savaient bien qu'ils seraient écrasés, mais ils préférèrent mourir en combattant plutôt que d'attendre d'être déportés dans les camps de la mort.
Pendant l'année 1943, l'AK prépare ses forces en vue d'une insurrection nationale dont le nom de code est opération Tempête. L'insurrection est déclenchée à la fin de 1943. Les épisodes les plus connus sont l'insurrection de Wilno (nom polonais de Vilnius), déclenchée en juillet 1944, et celle de Varsovie, déclenchée en août. Alors que l'Armée rouge soviétique s'approche de Varsovie, le gouvernement en exil appelle au soulèvement dans le but de pouvoir rentrer dans une Varsovie libérée et d'essayer ainsi d'empêcher les communistes de prendre le pouvoir. L'AK, sous la direction de Tadeusz Bór-Komorowski, lance l'insurrection, mais les Soviétiques ne viennent pas en aide aux insurgés. Ils stoppent l'offensive et laissent les Allemands écraser la révolte. Les Polonais demandent de l'aide aux Alliés qui parachutent quelques armes, mais, comme en 1939, il est quasiment impossible aux Alliés d'aider les Polonais sans le concours des Soviétiques.
Les insurgés livrent des combats de rue désespérés qui sont autant de barouds d'honneur. L'AK, qui compte entre 10 000 et 20 000 hommes mal armés, fait face à plus de 20 000 SS suréquipés, appuyés par des unités de l'armée régulière[réf. nécessaire]. Après soixante-trois jours de combats acharnés, la ville n'est plus qu'un tas de décombres.
Le 2 octobre, Tadeusz Bór-Komorowski signe l'ordre de capitulation des forces polonaises survivantes en présence du général SS Von dem Bach. L'accord de capitulation prévoit que les soldats de l'Armée intérieure seront traités selon les Conventions de Genève et que les populations civiles seront traitées humainement. De fait, 15 000 soldats de l'Armée intérieure sont envoyés en Allemagne dans différents camps de prisonniers de guerre, mais quelque 5 000 insurgés, craignant d'être exterminés s'ils se rendent, se fondent dans la population. Les représailles vis-à-vis de la population sont terribles : l'entière population de Varsovie est expulsée de la ville et parquée dans le camp de Pruszków. Entre 350 000 et 550 000 civils transitent par ce camp et, parmi eux, 90 000 sont envoyés en camps de travail et 60 000 sont envoyés vers des camps de concentration (Ravensbruck, Auschwitz, Mauthausen) tandis que le restant est transporté dans diverses localités du Gouvernement général et relâchés.
La résistance polonaise a été également active hors de Pologne, notamment en Belgique et en France, où plusieurs réseaux (notamment le réseau  Monika de la P.O.W.N.) fédéraient dès la fin de 1940 les actions et organisaient des réseaux d'évasion vers le Royaume-Uni, via Gibraltar, de militaires polonais évadés, ainsi que de militaires alliés abattus au-dessus de l'Europe de l'Ouest. Plusieurs réseaux polonais se sont illustrés au cours d'opérations armées telles que la lutte du Vercors au cours de laquelle les Polonais payèrent un lourd tribut. Le bataillon « Lwów » combattit dans le Cantal et en Corrèze. L'organisation armée était placée sous l'autorité du colonel Daniel Zdrojewski, répondant au Haut-Commandement polonais à Londres et en liaison avec la Résistance française.
Parallèlement à la résistance militaire, un système clandestin d'enseignement organisé et soutenu financièrement par le gouvernement polonais en exil à Londres se met en place au nez et à la barbe de l'occupant. Des écoles professionnelles, autorisées par l’administration scolaire allemande, servent de « couverture » destinée à permettre la réalisation d'un enseignement clandestin de niveau universitaire. L'enseignement s'effectue dans les locaux officiellement attribués à ces écoles professionnelles et bénéficie de leurs équipements de travaux pratiques. Ainsi, l'école du personnel sanitaire auxiliaire (Prywatna Szkoła Zawodowa dla Pomocniczego Personelu Sanitarnego), fondée à Varsovie par le chirurgien Jan Zaorski, est, en réalité, la faculté de médecine de l’université Józef Piłsudski de Varsovie. Mais, au fil du temps, cette forme de résistance s'affaiblit, car de nombreux professeurs (d'université ou pas), avocats, intellectuels et autres membres de l'élite sont arrêtés et déportés en raison de leur nationalité et profession (Voir Éducation clandestine en Pologne durant la Seconde Guerre mondiale).

## La fin de la guerre: Yalta et les Soviétiques
La fin de l'année 1944 voit simultanément l'avancée de l’Armée rouge et l'effondrement de l'administration allemande. En juillet 1944, un Comité polonais de libération nationale (Polski Komitet Wyzwolenia Narodowego ou PKWN) dirigé par Bolesław Bierut est installé par les Soviétiques à Lublin, première ville polonaise d'importance à être libérée des nazis. Il fait office de gouvernement provisoire et prend le contrôle de l'administration au fur et à mesure du retrait des Allemands. De leur côté, le gouvernement en exil de Londres et l'AK font mine de collaborer avec l’Armée rouge afin de faciliter la prise de pouvoir par la Résistance intérieure polonaise et contrer ainsi la prise de pouvoir par les Soviétiques et le PKWN. L'échec de l'insurrection de Varsovie réduit à néant les chances d'échapper à un gouvernement inféodé aux Soviétiques compte tenu de la volonté des Alliés occidentaux de ne pas risquer un conflit avec l'URSS à propos de la Pologne. Des membres de l’Armée de l'intérieur sont arrêtés et déportés. Les forces soviétiques continuent à lutter contre le mouvement polonais pour l'indépendance jusqu'en 1946.
En février 1945, à la conférence de Yalta, Staline est en mesure de mettre les Alliés occidentaux, Roosevelt et Churchill devant le fait accompli : ses armées et sa police sont sur le terrain et tiennent le pays en main tandis que les communistes polonais contrôlent l'administration. L'annexion définitive des provinces orientales envahies en 1939 est également en cours, à l'exception de Białystok, rétrocédé à la Pologne. En compensation, la Pologne peut s'étendre, à l'ouest, sur les anciennes provinces allemandes de Poméranie, Silésie et Brandebourg, à l'est de la ligne Oder-Neisse et également sur le Sud de la Prusse-Orientale. Toutes ces provinces sont appelées « Territoires reconquis » et les survivants polonais des zones annexées par l'URSS seront invités à s'y établir à la place des habitants allemands enfuis vers l'Allemagne au printemps 1944-1945 lors de l'avancée de l'Armée rouge puis expulsés jusqu'en 1946.
Staline était déterminé à installer un gouvernement communiste en Pologne et, en 1943, il avait refroidi ses relations avec le gouvernement polonais en exil à la suite des révélations sur le massacre de Katyń. Cependant, pour amadouer Roosevelt et Churchill, il accepte à Yalta le principe d'un gouvernement de coalition. Le Premier ministre Stanisław Mikołajczyk du gouvernement en exil, démissionne de son poste et se rend à Lublin avec d'autres dirigeants politiques, au siège du gouvernement provisoire contrôlé par les communistes. Un socialiste est à la tête de ce gouvernement, mais ce sont les communistes qui détiennent les postes clés. Ce gouvernement est reconnu par les Occidentaux le  6 juillet 1945 et Staline accepte que la Pologne reçoive de l'Allemagne une réparation financière de 10 milliards de dollars.
En avril 1945, le gouvernement provisoire signe un pacte d'assistance mutuelle avec l'Union soviétique. Un nouveau « gouvernement d'unité nationale » est constitué le 28 juin avec le socialiste Edward Osóbka-Morawski comme Premier ministre et deux vice-premiers ministres, Mikołajczyk, et le communiste Władysław Gomułka. Les principaux rivaux des communistes sont le Parti paysan polonais (Polskie Stronnictwo Ludowe ou PSL) et des anciens des deux mouvements de résistance, l'AK et l'armée polonaise qui avait combattu à l'Ouest. Du côté communiste, on trouve le PPR, dont les représentants sont Gomułka et Bolesław Bierut, qui contrôle l'armée et la police et qui est soutenu par l’Armée rouge. Les opposants potentiels aux communistes sont la cible de campagnes de terreur avec arrestations, tortures et exécutions (Voir Procès des seize). Au moins 25 000 personnes laissent leur vie dans les camps créés par les communistes à partir de 1944.

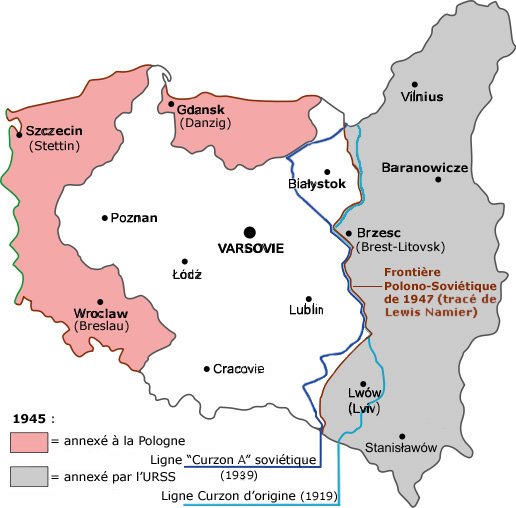
1939–1945 : anciennes et nouvelles frontières de la Pologne ; gris = territoires polonais devenus soviétiques ; rose = territoires allemands devenus polonais.

Le gouvernement polonais doit se positionner sur la question de la définition des frontières orientales. Mikołajczyk et ses collègues du gouvernement en exil veulent se montrer fermes pour revenir à la frontière orientale d'avant 1939, une position qui ne peut que rester théorique du fait que Staline contrôle déjà tous les territoires contestés et que Churchill et Roosevelt lui en ont déjà fait la concession. Churchill, irrité par l'intransigeance du gouvernement en exil, se montre peu motivé pour s'opposer à Staline sur la composition du gouvernement. Finalement, les exilés de Londres perdent sur les deux points : Staline annexe les provinces orientales et impose à la Pologne un nouveau gouvernement qui lui est inféodé. Le pire est cependant évité, puisque Staline ne retient pas la proposition d'annexer purement et simplement la totalité de la Pologne comme le propose Wanda Wasilewska, une dirigeante du PKWN.
Le haut dignitaire nazi Hans Frank, placé à la tête du gouvernement général de Pologne entre début 1940 et début 1945, est capturé par les Américains en mai 1945 et jugé au procès de Nuremberg. Pendant le procès, il revient au catholicisme, la religion de son enfance. Il livre au tribunal quarante carnets où il avait écrit son journal. Le contenu de ce journal contribua à établir des preuves de la culpabilité des accusés. Condamné pour crimes de guerre et crimes contre l'humanité, il est pendu le 16 octobre 1946. Auparavant, il avait déclaré : « Il se passera mille ans et la culpabilité de l'Allemagne n'aura pas encore été effacée ».